# Bebi Macre
Quint Bebi Macer (llatí: Quintus Baebius Macer) va ser un magistrat romà. Formava part de la gens Bèbia, una antiga família romana d'origen plebeu.
Va ser cònsol sufecte l'any 101, i després un dels cònsols designatus càrrec que exercia quan va defensar la causa de Gai Juli Bas al senat, acusant el fiscal de mala gestió, segons explica Plini el Jove. Cap a l'any 95 va tenir el càrrec de prefecte urbà, i en temps de Trajà era comissionat per l'arranjament de la via Àpia (ho era a la seva mort el 117).